# Der Einzug Karls V. in Antwerpen
Der Einzug Karls V. in Antwerpen ist ein monumentales Gemälde des österreichischen Malers Hans Makart aus dem Jahr 1878. Es ist in der Hamburger Kunsthalle zu sehen.

## Historischer Kontext

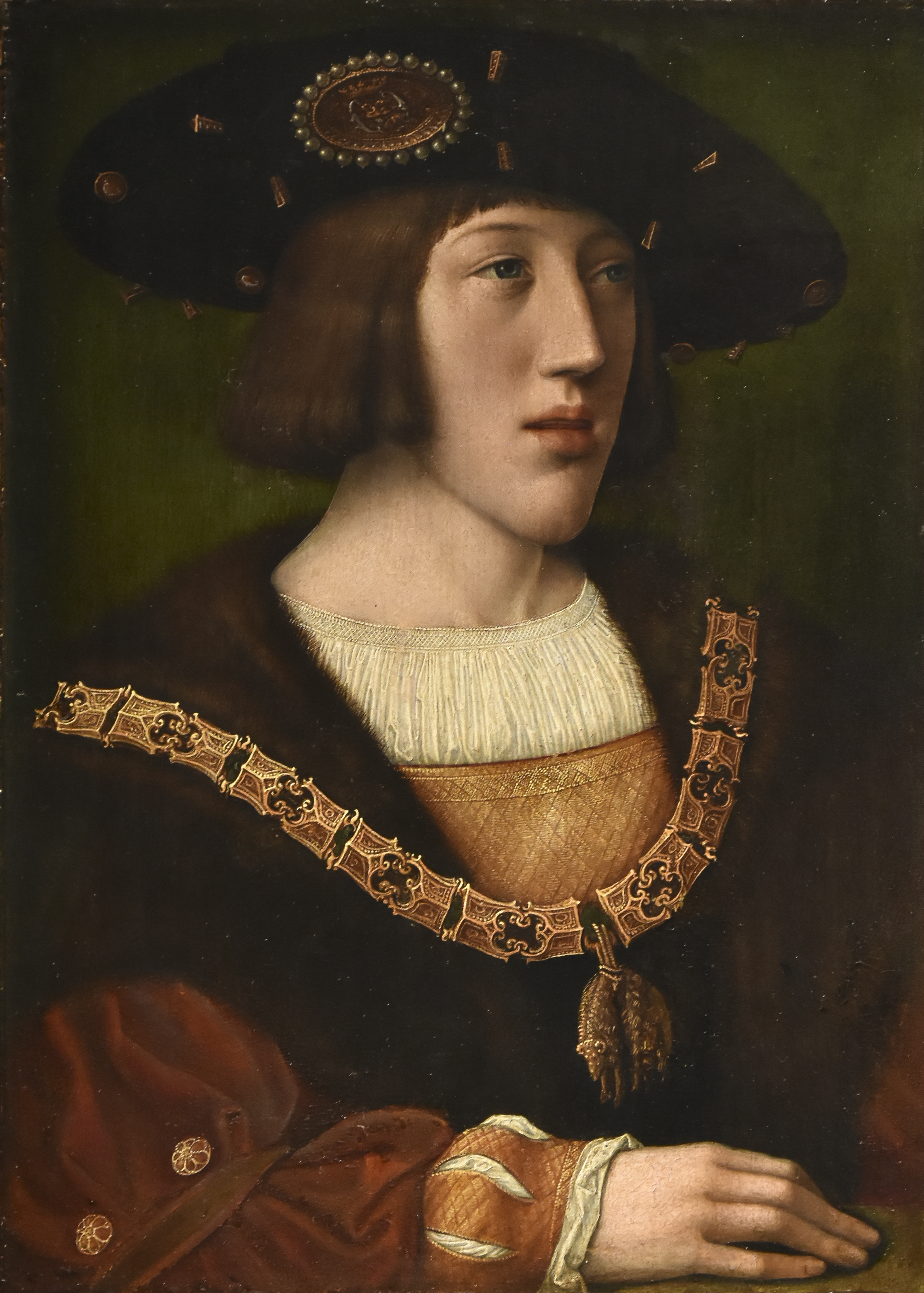
Karl V. in einer zeitgenössischen Darstellung von 1520 von Bernard van Orley

Das Historienbild zeigt den Einzug König Karls V. in Antwerpen am 23. September 1520.
 Kaiser Maximilian I. war 1519 gestorben und im selben Jahr wurde Karl zunächst Römisch-deutscher König; Herzog von Burgund, wozu die Burgundischen Niederlande mit Antwerpen gehörten, war Karl bereits 1506 mit dem Tod seines Vaters Philipp I. von Kastilien geworden. Die Kaiserkrönung erfolgte am 23. Oktober 1520 im Aachener Dom durch den Erzbischof von Köln, Hermann V. von Wied. Exakt einen Monat vorher landete Karl, per Schiff von Spanien kommend, in Antwerpen. Sein Einzug in die Stadt, bevor er zum Krönungsort weiterreiste, hatte keine besondere historische Bedeutung. Ein feierlicher Empfang des Landesherrn entsprach den Gepflogenheiten der Zeit.
Augenzeuge der Veranstaltung war Albrecht Dürer. Dieser hatte sich am 12. Juli 1520 mit seiner Frau und der Magd Susanna über Bamberg, wo er dem Bischof Georg III. eine gemalte Madonna, ein Marienleben, eine Apokalypse und für einen Gulden Kupferstiche übergab, Frankfurt, Mainz und Köln nach Antwerpen begeben, wo er am 2. August 1520 eintraf. Von dort aus unternahm er zahlreiche Ausflüge in andere Städte wie Brüssel, Aachen, Köln, Mecheln, Brügge und Gent. 11 Monate verblieb er in der Region, bevor er am 2. Juli 1521 die Heimreise nach Nürnberg antrat.
Der Grund für Dürers Reise war vor allem ökonomischer Natur. Im Januar 1519 war sein wichtigster Gönner Kaiser Maximilian I. verstorben. Dieser hatte ihm am 6. September 1515 eine jährliche Leibrente von 100 Gulden gewährt, die die Stadt Nürnberg von der Reichssteuer abziehen sollte. Nach dem Ableben Maximilians verweigerte der Nürnberger Rat die Fortzahlung, solange sie noch nicht durch den Nachfolger Karl bestätigt war; außerdem war Dürer ein einmaliger Ehrensold von zweihundert Gulden zugesagt, aber immer noch nicht ausgezahlt worden. 
Der Rat der Stadt Antwerpen empfing den Künstler feierlich und bot ihm ein stattliches Haus als Geschenk an, dazu ein Jahresgehalt von 300 Gulden und die Zusicherung, jede Arbeit, die er dem Rate leisten würde, besonders zu vergüten. Unschwer war die Absicht der reichen Hafenstadt zu erkennen, den berühmten Künstler von Nürnberg nach Antwerpen zu locken.
Den Einzug König Karls in die Stadt erlebte Dürer als Augenzeuge. Durch vierhundert Bogen, so notierte er in sein Tagebuch, bewegte sich der Zug, »ein jeglicher 40 Schuh lang, auf beiden Seiten der Gasse aufgemacht, hübsch geordnet, zweier Gaden (Stockwerke) hoch«. Alle Bogen waren »köstlich geziert mit Kammerspielen (Schaustellungen), groß Freudigkeit und schöne Jungfraubilder, dergleichen ich wenig gesehen hab«. Auf seine schönen Weiber war Antorff [Antwerpen] ganz besonders stolz, und mit einer gradezu orientalischen Weitherzigkeit stellte man die schönsten fast nackt zur Schau, nur von ganz dünnen, durchsichtigen Schleiern umflattert. Der König, erzählte Dürer später Melanchthon, habe sie keines Blickes gewürdigt, er aber als Maler habe sich schon ein bißchen dreister umsehen dürfen.
An den König kam Dürer aber nicht heran, auch nicht im Oktober am Krönungsort Aachen, wohin er ihm nachreiste. Erst am 12. November konnte er in sein Tagebuch vermerken: »Mir ist mein Confirmacia von dem Kaiser an mein Herrn von Nürnberg worden am Montag nach Martini, im 1520 Jahr, mit großer Mühe und Arbeit.« Von den zweihundert Gulden, die er außerdem haben sollte, war nicht mehr die Rede.

## Bildgeschichte

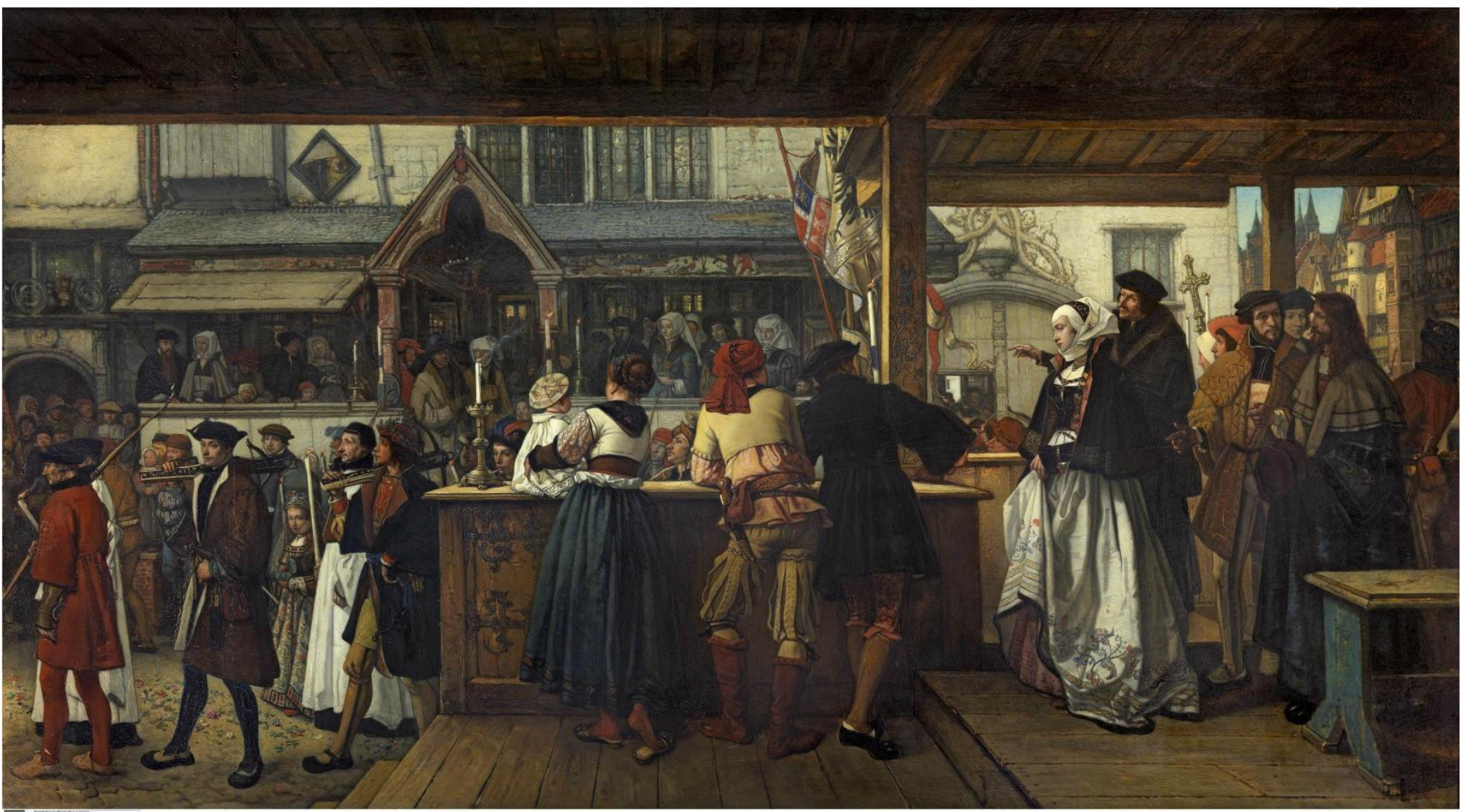
Albrecht Dürers Besuch in Antwerpen 1520 von Hendrik Leys 1855

Hans Makart hatte sich durch Tagebucheinträge und Briefe Albrecht Dürers, der als Zuschauer Augenzeuge war, zu der Darstellung inspirieren lassen. Dem Gemälde ging ein Besuch Makarts im Jahr 1877, gemeinsam mit Franz Lenbach und Friedrich August von Kaulbach, anlässlich des 300. Geburtstags von Rubens in Flandern voraus. Stilistisch und kompositionstechnisch lehnte sich Makart teils an Gemälde von Rubens und Tizian an. So zeigt er neben dem Kaiser Karl V. eine Vielzahl an Komparsen, gekleidet in Modestilen verschiedener Epochen.
Die freizügigen Frauen stellen sogenannte „Ehrenjungfrauen“ dar, die allegorische Tugenden zur Darstellung brachten. Allerdings waren diese, anders als in der Bilddarstellung, nicht im Zug integriert, sondern standen auf einer Bogentribüne.
Zeitgenossen wollten im Gemälde die Bildnisse von bekannten Persönlichkeiten der damaligen Wiener Gesellschaft erkannt haben, so zum Beispiel Johanna (Hanna) Elisabeth Maria von Klinkosch (1848–1925), spätere Gräfin Liechtenstein, ein Lieblingsmodell Hans Markats, die nackt neben dem Kaiser das Reichsschwert trägt. Daneben ihre Schwester Paula (1851–1901), beide sind Töchter des Wiener Silberfabrikanten Josef Carl von Klinkosch. Ebenfalls zu sehen, die Schauspielerin Charlotte Wolter links auf dem Sockel mit dem Kind. In der Frauenfigur im Vordergrund, die sich nach einem Strauß Blumen bückt, wird Sarah Bernhardt erkannt. Ganz links in der Ecke ist der Komponist Richard Wagner zu sehen, eine Anspielung auf seine romantische Oper Lohengrin, die in Antwerpen bzw. an der Schelde spielt. Bei der Pariser Weltausstellung 1878 erhielt Makarts Werk eine Goldmedaille, seine Ausstellung im Wiener Künstlerhaus war ebenfalls sehr erfolgreich.
1882, nur wenige Jahre nach seiner Entstehung, kam das Bild für 130.000 Mark nach Hamburg, wo es heute in der Hamburger Kunsthalle ausgestellt ist. Im Zweiten Weltkrieg wurde es zusammengerollt, im Magazin gelagert und erst Jahrzehnte später hervorgeholt und aufwendig restauriert. Bis 2016 war das Gemälde hinter einer Gipswand verborgen, weil es nicht in das Ausstellungskonzept passte, da der Saal damals der Moderne gewidmet war. Erst 2020 wurde die Wand abgerissen und Makarts Monumentalgemälde im Zuge einer Ausstellung über den Künstler wieder präsentiert.

## Bildaufbau
Der zwanzigjährige Kaiser in einem Brokatgewand unter einem Kürassierharnisch, geschmückt mit der Ordenskette des Ordens vom Goldenen Vlies sitzt in der Bildmitte hoch zu Ross, die rechte Hand zum Gruß an den Betrachter erhoben. In der dunklen Gasse wird er, die Bildmitte einnehmend, von Sonnenstrahlen erfasst. Um ihn herum drängt sich eine Vielzahl von Ehrenjungfrauen, wobei die Soldaten des Heereszuges in dunkleren Farben gezeichnet sind. Unter der linken Girlande ist ein Mann mit Bart und langem Haar zu sehen, der Augenzeuge Albrecht Dürer. Im Hintergrund dieser dichten Straßenszene sieht man mit Girlanden geschmückte Gebäude, Gebäudeteile und einige mit Wappen verzierte Standarten. Links hinten ist eine Stadt bei Kaiserwetter zu erkennen. Das Weibsvolk ist dem jungen Kaiser euphorisch zugewandt.

Das Thema: Dürer in Flandern, bzw. in Antwerpen wurde in der darstellenden Kunst des 19. Jahrhunderts oft behandelt. Das berühmteste Beispiel ist Albrecht Dürers Besuch in Antwerpen 1520 von Hendrik Leys, welches 1855 fertiggestellt wurde und Makart bekannt war. Es zeigt die Prozession von Armbrustschützen durch Antwerpen 1520, bei der Dürer ebenfalls anwesend war. Auch hier ist Dürer im Halbschatten gemalt, als reiner Betrachter am Rande. Insgesamt ist der Bildaufbau aber realistischer, als bei Makart.

## Zeichnungen mit Silberstift von Dürer auf seiner Reise 1520

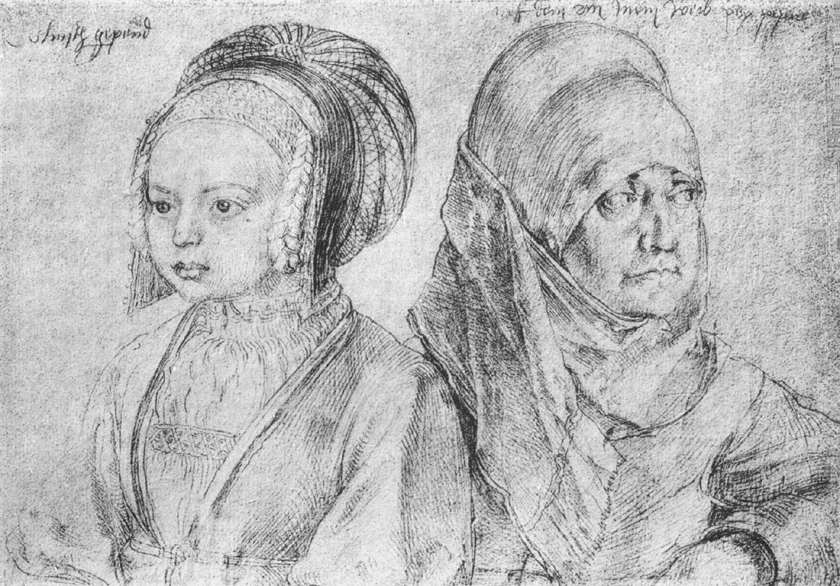
Zeichnung seiner Frau und einem unbekannten Mädchen in Köln
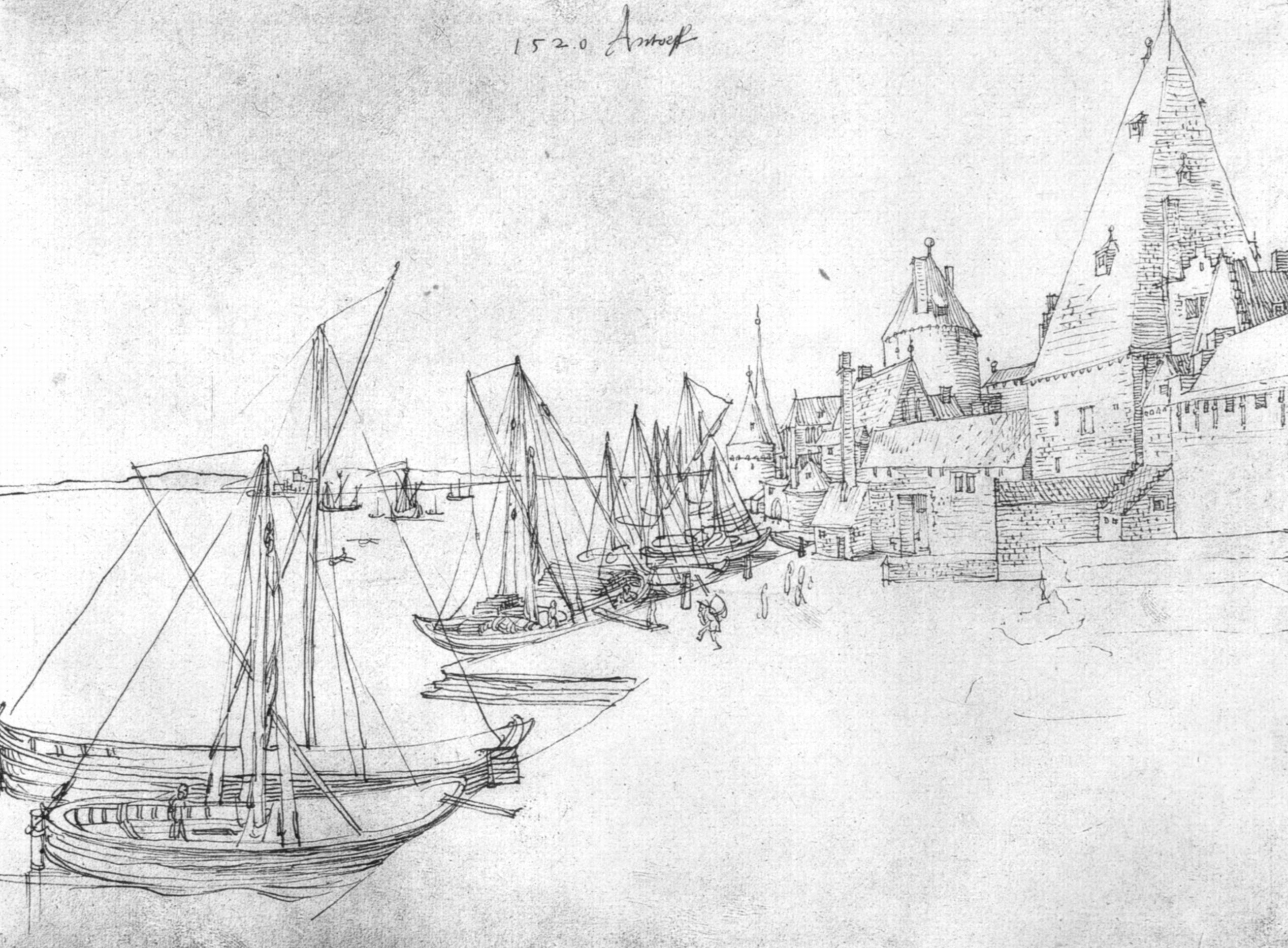
Dürers Skizze vom Antwerpener Hafen 1520
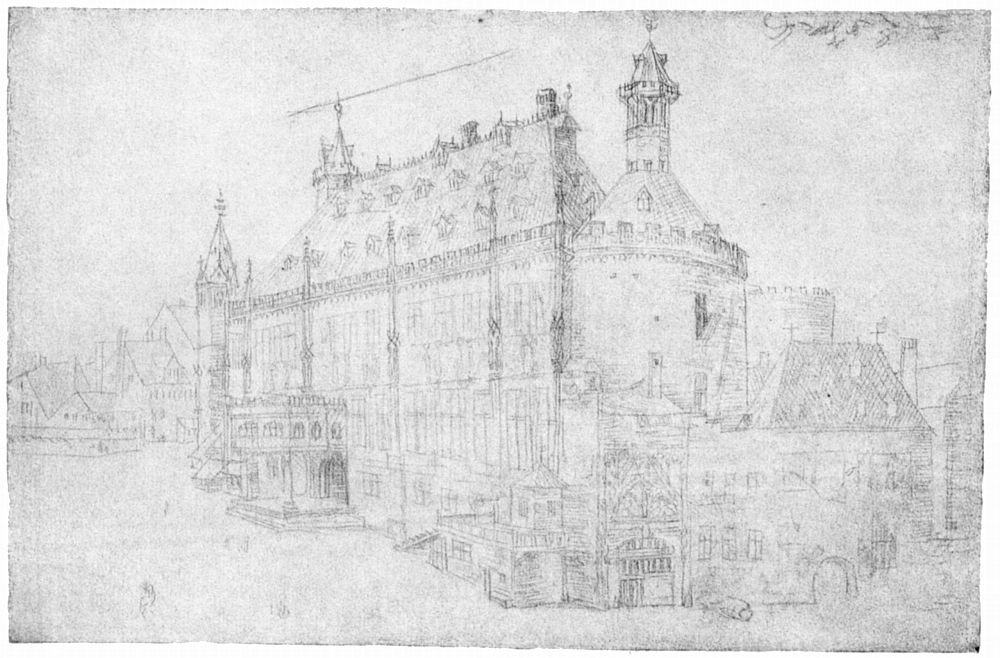
Dürers Skizze vom Aachener Rathaus 1520
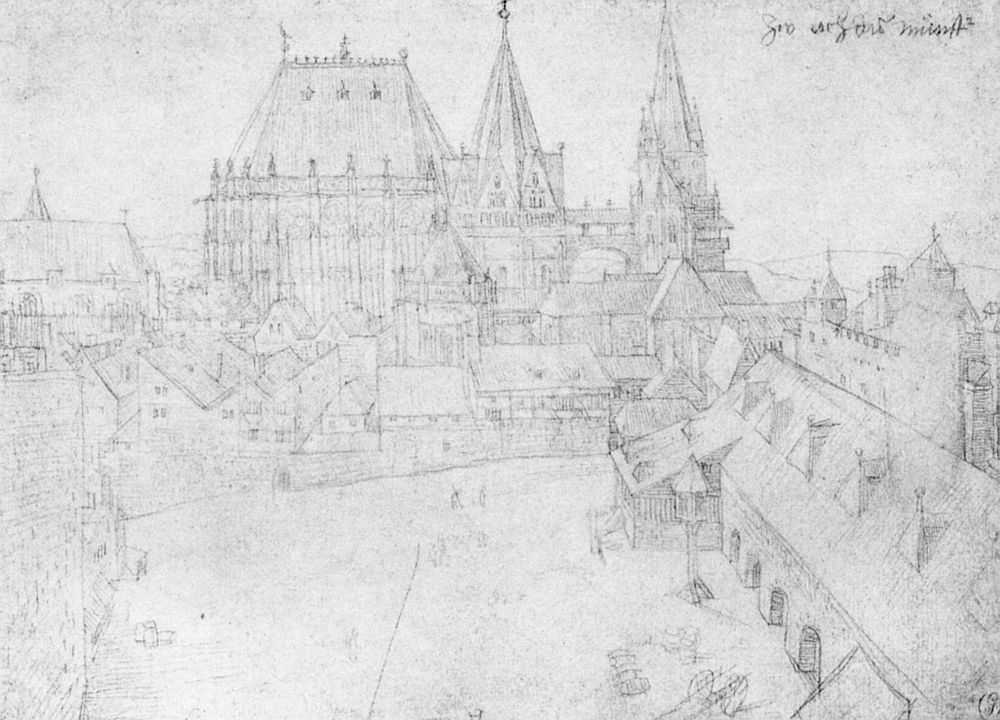
Dürers Skizze vom Aachener Dom 1520
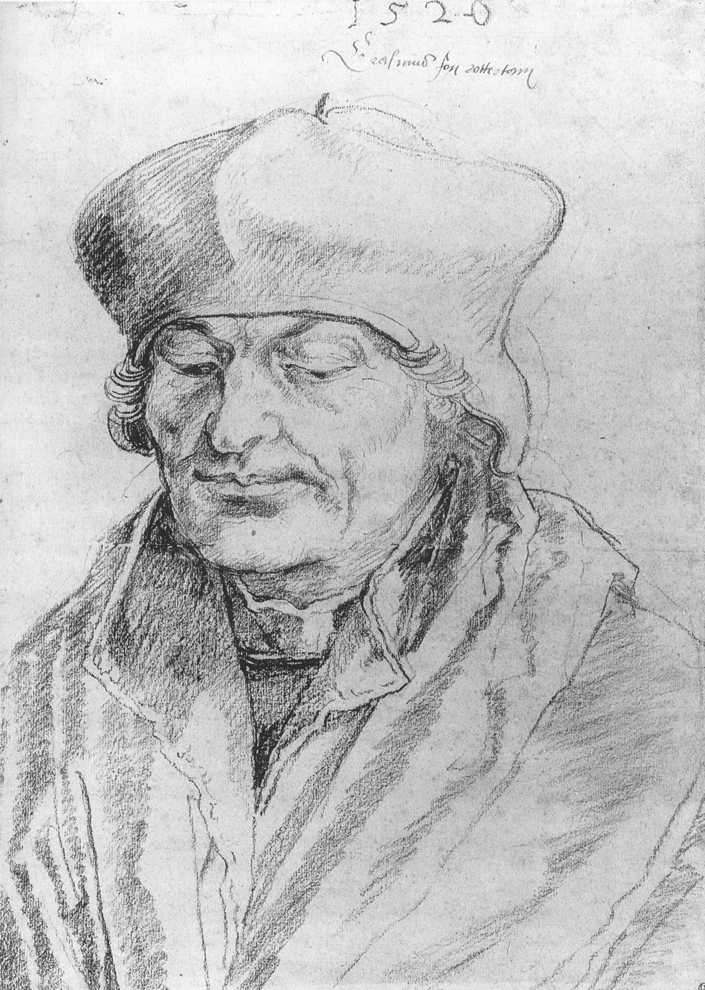
Porträt von Erasmus von Rotterdam
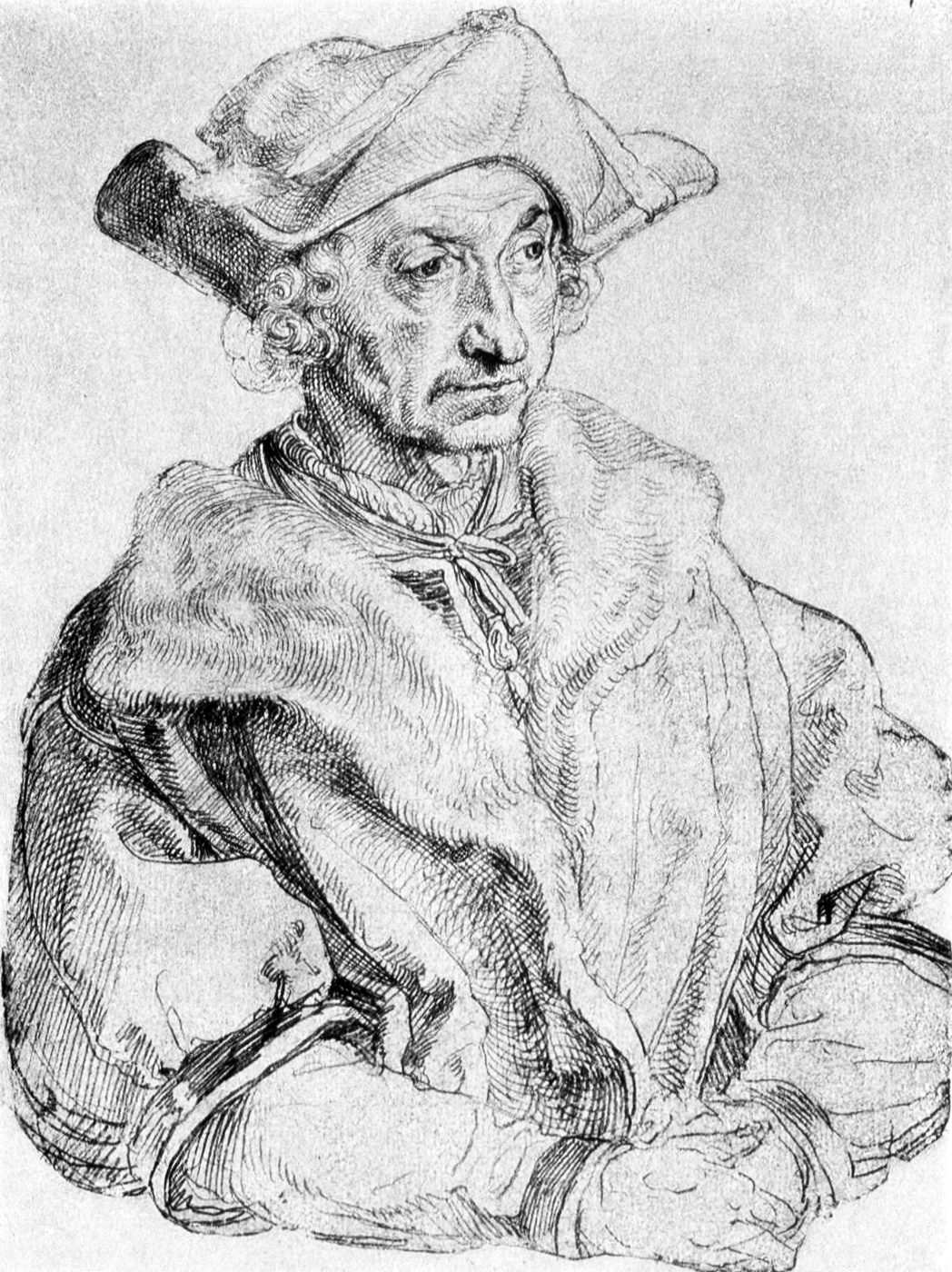
Porträt von Sebastian Brant

## Dokumentationen
- Sisi, Schratt & Sacher: Wiens glamouröse Frauen, ORF-Dokumentation; inkl. Beitrag über Makarts Gemälde (Min. 13 bis 17).